# Rheinfähre Linz–Kripp

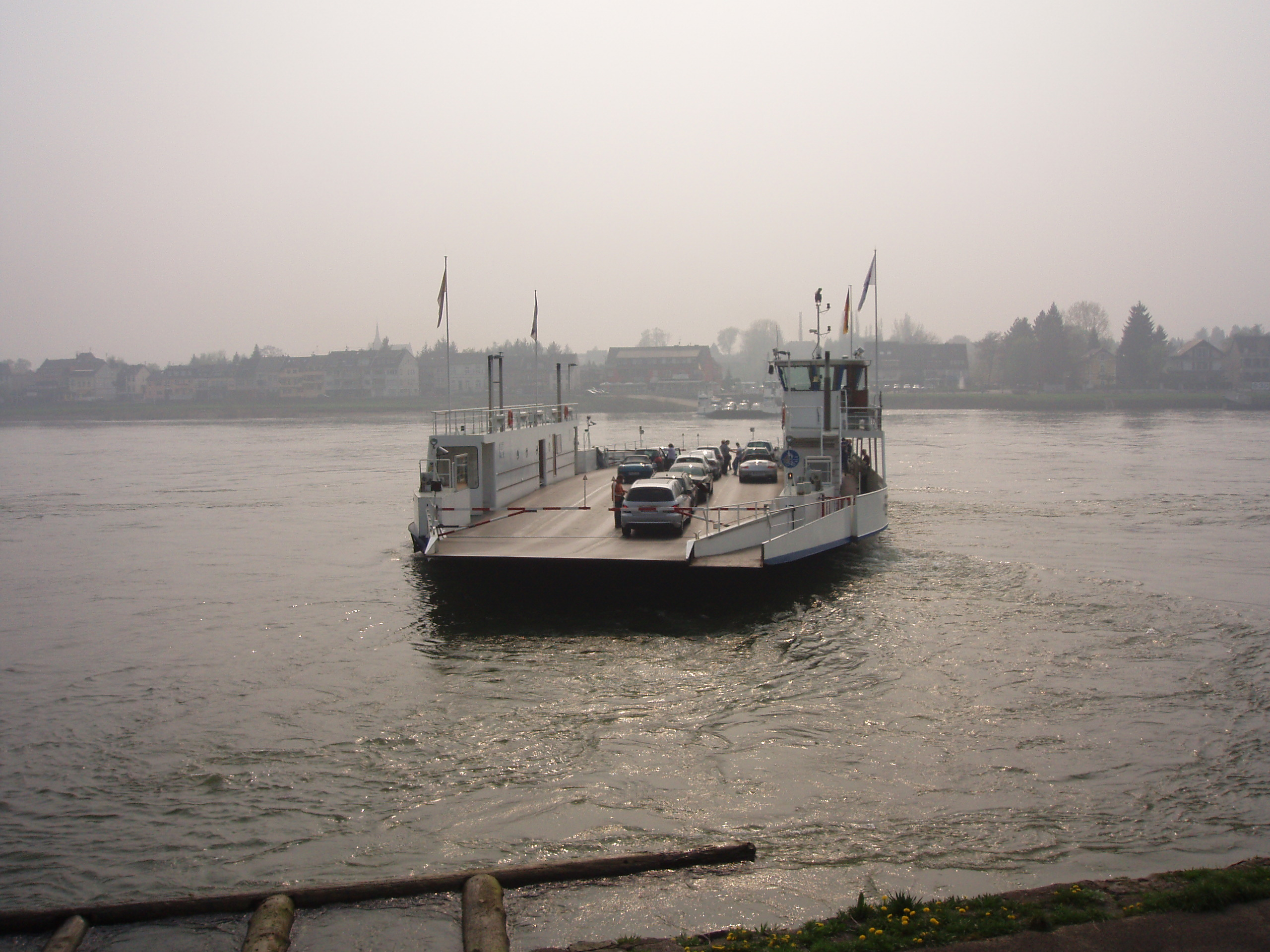
Fähre zwischen Linz und Remagen/Kripp

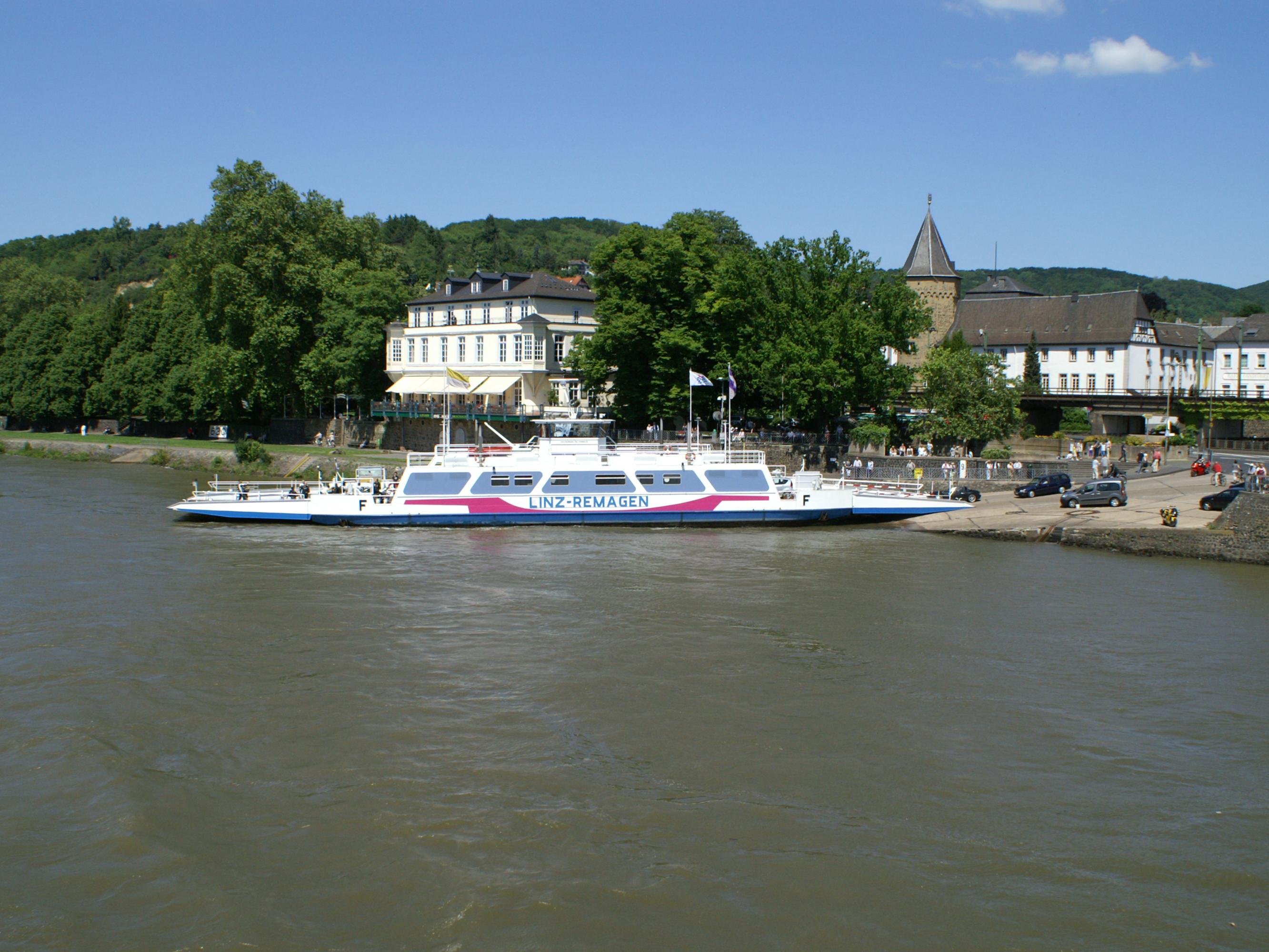
Fähre am Anleger in Linz

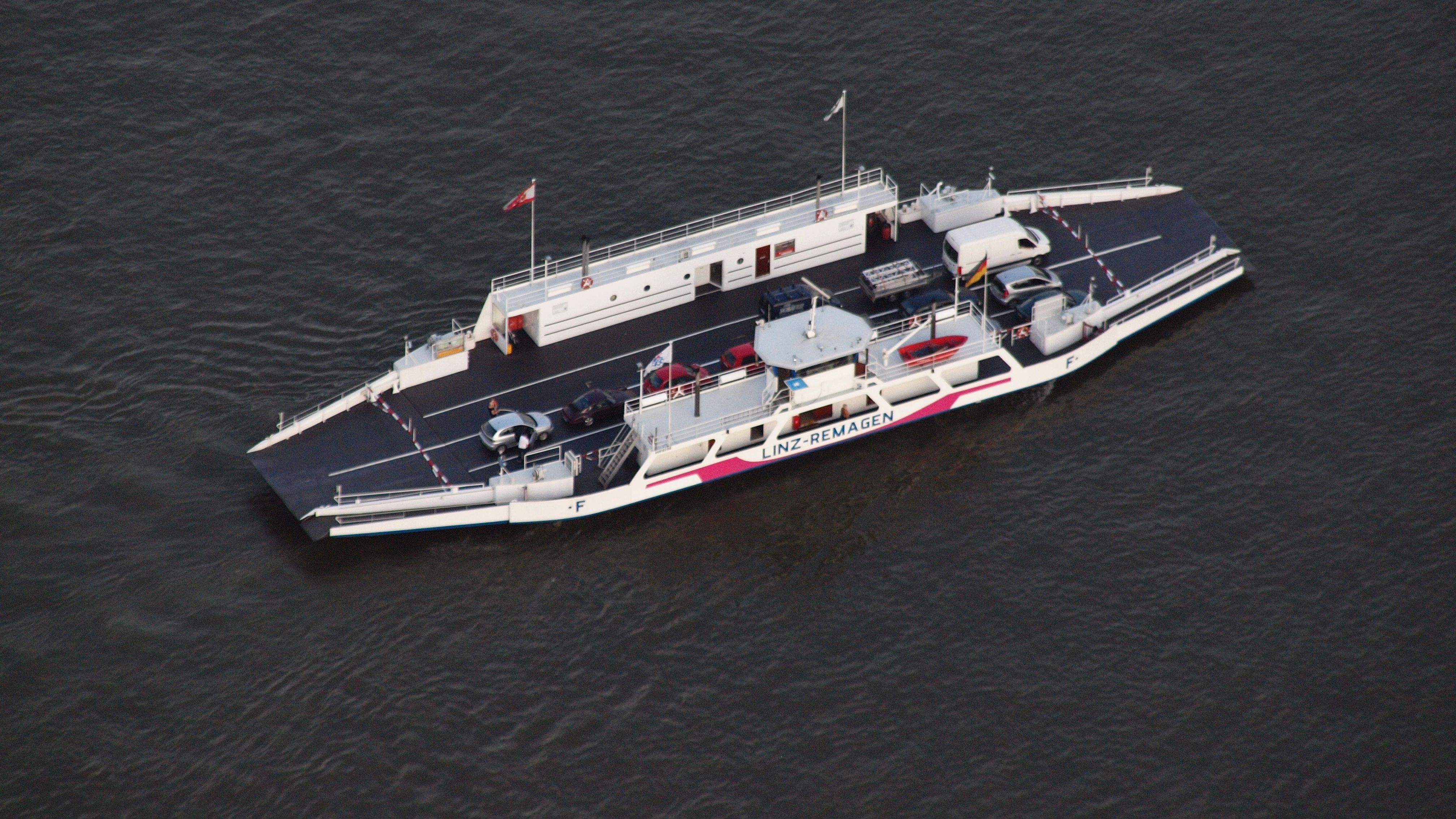
Altes Fährschiff der Rheinfähre Linz–Kripp, Luftaufnahme (2013)

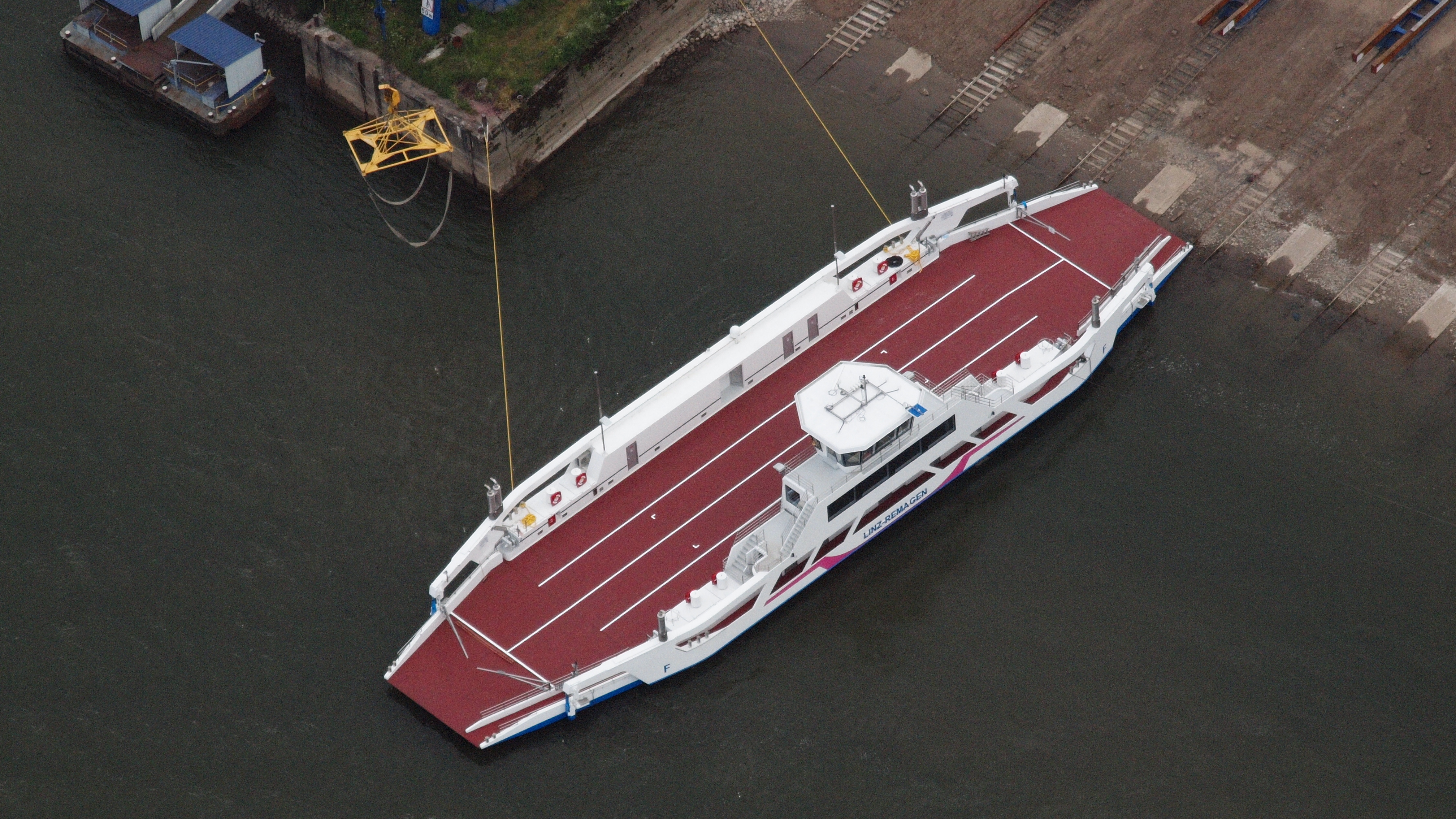
Neues Fährschiff der Rheinfähre Linz–Kripp, Luftaufnahme (2014)

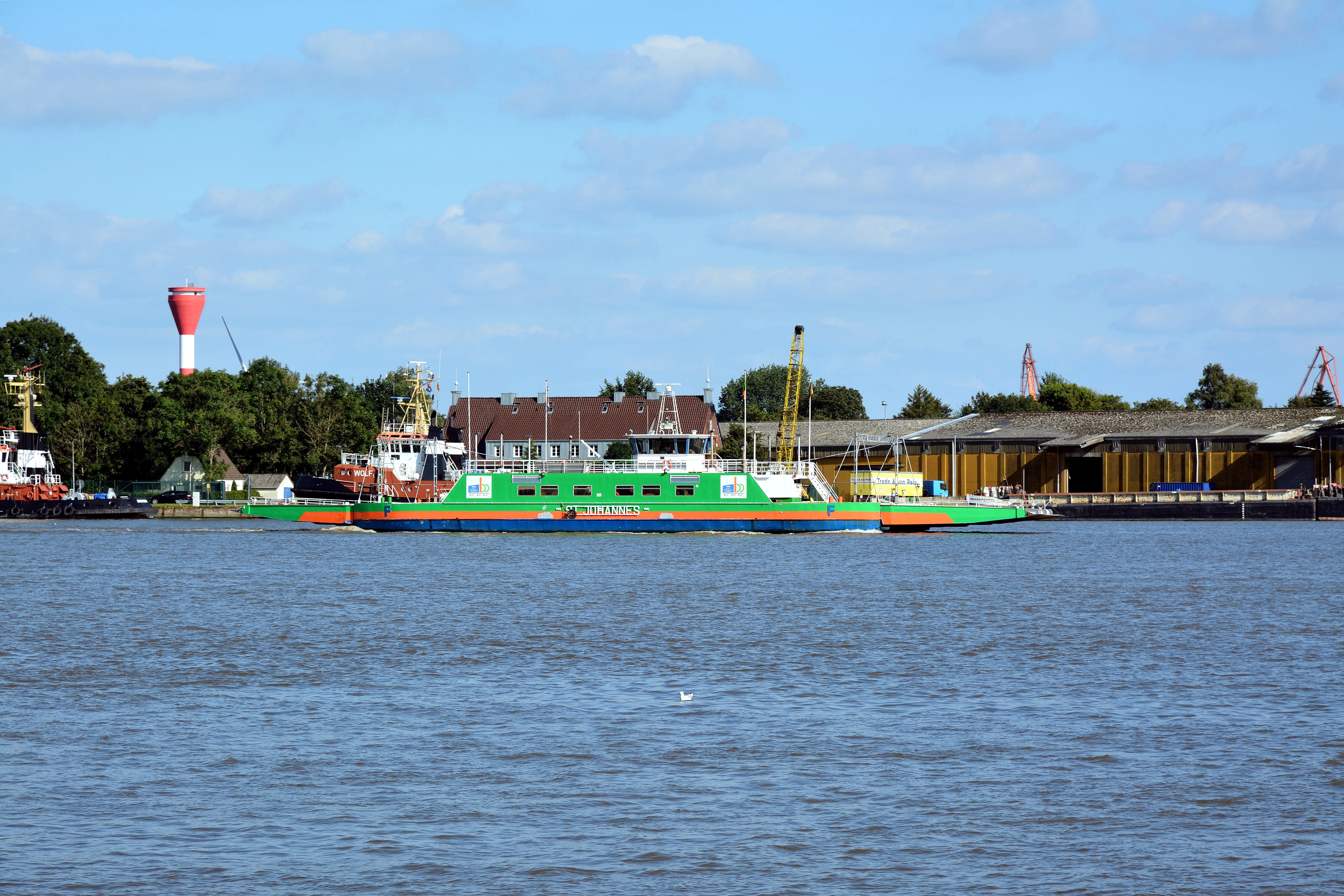
Die St. Johannes in Brunsbüttel

Die Rheinfähre Linz–Kripp verbindet ganzjährig ungefähr auf dem halben Weg zwischen den Regionen Köln/Bonn und Koblenz/Neuwied das linke mit dem rechten Rheinufer zwischen Linz am Rhein und dem Remagener Ortsteil Kripp. Sie wird vorrangig von Berufstätigen, Gewerbetreibenden, Schülern sowie Touristen benutzt.

## Geschichte
Die älteste urkundliche Nachricht über die Verpachtung der Rhein-Überfahrt datiert vom 12. Dezember 1409. Darin bestätigen die Eheleute Hermann und Styne Uplader sowie Johann und Katharine Kannroder das Fahr von der Stadt Linz in Erbleihe erhalten habe. 1411 erscheint in den Bürgermeisterrechnungen der Stadt Linz (die Fährgerechtsame war von jeher im Linzer Besitz) als Einnahme 20 Mark für die Fährpacht. Vom 2. Mai 1443 datiert eine Urkunde im Linzer Stadtarchiv. In der Urkunde bestätigen der Pächter der Fährrechte, Jakob Schade, sowie seine Frau Katharina sowie die Nachkommen den Erbzins von 20 Mark, den sie wegen der Var zu Lynss an die Stadt Linz zu zahlen hatten. Als Sicherheit gab Schade ein Drittel seines Besitzes. Am 1. Mai 1597 war der Linzer Burger Weynand Gressenich mit den Fährrechten belehnt worden. Jährlich waren 18 Taler an Pacht zu zahlen. Unter anderem wurde zur Auflage gemacht, niemanden über die Gebühr warten zu lassen, sondern „unverdrossen einen Jeden mit Leib und Gut, Vieh und Biester“ hinüber und herüber zu fahren. Es gab eine Gebührentabelle. Weitere Pachturkunden sind aus den Jahren 1605 und 1665 bekannt.
1706 kam es zu einem Streit. Sowohl die Stadt Linz wie auch die linksrheinischen Städte Remagen und Sinzig gehörten zu Kurköln, das linksrheinische Gebiet war zu der Zeit an den Herzog von Jülich verpfändet, Pfandherr war Johann Wilhelm von der Pfalz (Jan Wellem). Die Jüliche Regierung erhob nun Ansprüche auf das Fährrecht von Kripp nach Linz, die vom kurfürstlichen Vogt zu Sinzig am 27. Juli 1706 an den Remagener Bürger Christian Unkel für 69 Goldgulden verpachtet wurden. Zunächst beschlagnahmten die Linzer den Nachen des Remageners, daraufhin ließ Jan Wellem durch seinen Vogt linksrheinisches Eigentum Linzer Bürger beschlagnahmen. Hierzu gehörte vermutlich auch ein 1706 von einem Linzer Bürger in Kripp gebautes Haus. In der Folge wurde am 27. November 1709 das jülische Territorium in Kripp von kurkölnischen Soldaten angegriffen und die Fährschiffe des Christian Unkel entwendet. Erst 1730 wurde der Kleinkrieg mit einem Vergleich zwischen dem Kölner Domkapitel und dem Kurfürsten Karl III. Philipp von der Pfalz, der zugleich Herzog von Jülich war, beendet.
1730 wurde in Linz die Fähre an den Meistbietenden für 12 Jahre neu verpachtet. Der Stadtrat hatte als Pacht 300 Taler angesetzt, den Zuschlag erhielt der Linzer Bürger Johannes Richarz, gebürtig aus Königswinter, für 221 Taler.
1794 besetzte Frankreich das linke Rheinufer und nahm damit auch das Fährrecht in Anspruch, das 1832 an den preußischen Staat ging.
1905 wurde das erste Motorboot eingesetzt, 1920 das Fährrecht an die Städte Linz und Remagen verpachtet. In der Zwischenkriegszeit wurden mehrere Motorschiffe angeschafft, von denen aber nach dem Ende des Zweiten Weltkrieges offenbar nur eines übrig war. Am 9. Februar 1945 erhielt die Motorfähre Franziska einen Volltreffer; Fährmeister Peter Valentin, seine Ehefrau und weitere 16 Kripper Bürger kamen dabei ums Leben. Durch die Versenkung der Franziska entstand eine große Lücke, denn es gab nur noch ein Motorboot für den Personenfährverkehr, die Egon von Fürstenberg, die aber zunächst von den Alliierten beschlagnahmt wurde.
Am 7. Juli 1948 konnte schließlich eine neue Querseilfähre für den Übersetzverkehr mit PKWs in Betrieb genommen werden.
Bereits 4 Tage später riss das Querseil, die Fähre trieb ab. Als Zwischenlösung wurde die Fähre seitlich an ein Motorboot gekoppelt. Am 1. April 1949 konnte sie nach erfolgreichem Umbau und Erweiterung mit einem Motor den regulären Fährbetrieb wieder aufnehmen.
Anfangs noch ohne Namen, wurde sie am Karfreitag 1951, nach erneutem Umbau und Modernisierung, unter dem Namen Linz-Bad Kripp wieder in Dienst gestellt. Im Oktober 1952 erwarb die Fährgesellschaft ein zweites Fährschiff, welches nach erfolgtem Umbau auf den Namen Finte getauft wurde.
Am 30. Juni 1960 traf der Neubau der Autofähre St. Johannes in Linz/Kripp ein. Durch die große St. Johannes wurde die Finte überflüssig; sie war zu klein. 1961 wurde sie verkauft und die Linz-Bad Kripp in St. Martin umbenannt.
Am 8. Mai 1971 wurde die auf der Schiffswerft Oberwinter gebaute Stadt Linz als damals größte Auto- und Personenfähre auf dem Rhein in Dienst gestellt. Sie ersetzte die St. Martin, welche ebenfalls 1971 verkauft wurde. Während der 1970er- und 1980er-Jahre stieg die Anzahl der übergesetzten Fahrzeuge von 415.000 (1971) auf 615.000 (1986). Daher traf die Fährgesellschaft die Entscheidung, ein neues und größeres Fährschiff anzuschaffen. Am 14. Oktober 1987 kam die erste Autogroßfähre mit dem Namen Linz-Remagen (Schiffswerft Germersheim). Da drei Fährschiffe gleichzeitig in Linz nicht eingesetzt werden können, wurde die alte St. Johannes 1990 ins tansanische Daressalam verkauft.
Mit Indienststellung der neuen Linz-Remagen (Meidericher Schiffswerft) 1997 wurde die erste Linz-Remagen in St. Johannes umbenannt. Seither wurde die St. Johannes als Ersatzfähre hauptsächlich an Sonn- und Feiertagen eingesetzt. Im Sommer 2014 wurde als Ersatz für die St. Johannes das neue Fährschiff Linz–Remagen in Dienst gestellt, das 3,5 Millionen Euro kostete.
Im April 2015 wurde das Fährschiff St. Johannes aus dem Jahr 1987 nach Norddeutschland verkauft. Es dient am Nord-Ostsee-Kanal als Arbeitsschiff im Rahmen der Erweiterung der Schleuse Brunsbüttel.

## Fährschiffe

### Linz–Remagen (1997)
Das 1997 in Dienst gestellte Flaggschiff des Unternehmens war bis 2014 die Linz–Remagen mit vier Millionen D-Mark Baukosten. Es wurde von der Schiffstechnik Buchloh in Unkel-Scheuren konstruiert und 1997 auf der Meidericher Schiffswerft gebaut.
Das 56 Meter lange und fast 17 Meter breite Fährschiff Linz-Remagen wird von vier 242-PS-Schottel-Pumpjets angetrieben. Es hat eine Tragfähigkeit von 150 Tonnen und kann 600 Fahrgäste bzw. 30 Fahrzeuge transportieren. Landfahrzeuge mit einem Höchstgewicht von bis zu 45 Tonnen können befördert werden. 11 Meter Breite stehen für die Fahrspuren zur Verfügung.

### Linz–Remagen (2014)
Die neue Rheinfähre wurde von Stahlbau Müller in Spessart (Landkreis Ahrweiler) in Einzelteilen hergestellt, auf dem Gelände der Schiffswerft Oberwinter zusammengebaut und am 12. Juni 2014 getauft. Sie hat eine Länge von 60,82 m, eine Breite von 17,24 m sowie eine Höhe von 12 m – das Steuerhaus ist eine Etage höher als beim Vorgängerschiff – und bietet 38 Fahrzeugen Platz. Der Tiefgang beträgt 95 cm und somit 25 cm weniger als bei der Vorgängerfähre. Angetrieben wird das Fährschiff von vier Pumpjetantrieben der Firma Schottel mit je 300 PS.